# Devs
Devs ist eine US-amerikanische Science-Fiction-Technothriller-Miniserie von acht Folgen. Die Serie wurde von Alex Garland entwickelt, geschrieben und inszeniert. In den Hauptrollen sind Sonoya Mizuno und Nick Offerman zu sehen. In Deutschland ist die Serie, die von einem mysteriösen Technologieunternehmen handelt, seit dem 19. August 2020 auf FOX und MagentaTV sowie bei Sky Ticket und Sky Go zu sehen, seit dem 25. August 2021 auch bei Disney+.

## Handlung
Sergei und Lily arbeiten bei dem undurchsichtigen High-Tech-Konzern Amaya, der nach der verstorbenen Tochter des Firmengründers Forest benannt ist, in der Nähe von San Francisco. Eines von Sergeis Programmen zu künstlicher Intelligenz erregt Forests Interesse. Daraufhin wird Sergei in die Devs-Abteilung versetzt, die in einem abgelegenen Waldstück liegt und von der niemand weiß, was dort gemacht, produziert oder erfunden wird. Nachdem Sergei dort eine verstörende Entdeckung über die Inhalte der dortigen Arbeit gemacht hat, verschwindet er und begeht 24 Stunden später scheinbar Selbstmord. Lily jedoch glaubt nicht an Suizid und beginnt Nachforschungen anzustellen.
Eine zentrale Rolle in der Serie nimmt eine technische Anlage ein, die einem Laplaceschen Dämon entspricht – eine Maschine, die sämtliche Naturgesetze und den Ort, die Energie und den Impuls jedes Teilchens im Universum kennt und in der Lage ist, daraus jeden Zustand des Universums in der Vergangenheit und der Zukunft zu berechnen. Zu einem bestimmten, naheliegenden Zeitpunkt in der Zukunft zeigt die Maschine – sie wird devs genannt – nur noch weißes Rauschen. Die Protagonisten müssen nach dem Zusammenbruch der Vorherbestimmung eine freie Wahl treffen – und entscheiden sich für den transhumanistischen Sprung in eine digitale Bewusstseinssimulation.

## Besetzung und Synchronisation
Die deutschsprachige Synchronisation erfolgte durch die Arena Synchron nach einem Dialogbuch von Christian Kähler und unter der Dialogregie von Tobias Müller.
| Rolle         | Schauspieler                   | Synchronsprecher |
| ------------- | ------------------------------ | ---------------- |
| Lily Chan     | Sonoya Mizuno                  | Victoria Frenz   |
| Forest        | Nick Offerman                  | Olaf Reichmann   |
| Jamie         | Jin Ha                         | Ozan Ünal        |
| Kenton        | Zach Grenier                   | Axel Lutter      |
| Stewart       | Stephen McKinley Henderson     | Lutz Riedel      |
| Lyndon        | Cailee Spaeny                  | Derya Flechtner  |
| Sergei Pavlov | Karl Glusman                   | Patrick Keller   |
| Katie         | Alison Pill                    | Manja Doering    |
| Senatorin     | Janet Mock (2 Episoden)        |                  |
| Dr. Goodman   | Corey Johnson (1 Episode)      | Marcus Off       |
| Anton         | Brian d’Arcy James (1 Episode) |                  |
| Dozentin      | Liz Carr (1 Episode)           |                  |

## Episodenliste
| Nr. | Deutscher Titel          | Originaltitel | Erstausstrahlung USA | Deutschsprachige Erstveröffentlichung (D) | Regie        | Drehbuch     |
| --- | ------------------------ | ------------- | -------------------- | ----------------------------------------- | ------------ | ------------ |
| 1   | Willkommen bei Devs      | Episode 1     | 5. März 2020         | 19. Aug. 2020                             | Alex Garland | Alex Garland |
| 2   | Sudoku                   | Episode 2     | 5. März 2020         | 26. Aug. 2020                             | Alex Garland | Alex Garland |
| 3   | Erkenntnisse             | Episode 3     | 12. März 2020        | 2. Sep. 2020                              | Alex Garland | Alex Garland |
| 4   | Verschiedene Welten      | Episode 4     | 19. März 2020        | 9. Sep. 2020                              | Alex Garland | Alex Garland |
| 5   | Gestern und heute        | Episode 5     | 26. März 2020        | 16. Sep. 2020                             | Alex Garland | Alex Garland |
| 6   | Gespräche in der Nacht   | Episode 6     | 2. Apr. 2020         | 23. Sep. 2020                             | Alex Garland | Alex Garland |
| 7   | Ad infinitum, ad nauseam | Episode 7     | 9. Apr. 2020         | 30. Sep. 2020                             | Alex Garland | Alex Garland |
| 8   | Nach dem Rauschen        | Episode 8     | 16. Apr. 2020        | 7. Okt. 2020                              | Alex Garland | Alex Garland |

## Rezeption
Die Serie erhielt überwiegend positive Kritiken. Bei Rotten Tomatoes sind 81 % der Kritiken positiv, die Publikumsbewertung ist zu 75 % positiv. Bei Metacritic erhält Devs eine Bewertung von 70/100, basierend auf 31 Rezensionen.
Dietmar Dath bezeichnet Devs auf FAZ.net als „Serienkunst pur“, die ans „Eingemachte (gehe), direkt in Kopf und Herz und nie wieder weg“ und konstatiert, die Bilder illustrierten „einen philosophischen Schaukampf zwischen den beiden unvereinbaren Positionen der menschliche Wille ist frei und Naturgesetze schlagen in jedem Willensakt deterministisch … durch.“ Lars Weisbrod vergleicht auf zeit.de die „aufregende Fernsehserie“ mit der deutschen Serie Dark, weil „auch Garlands Geschichte davon (handle), dass es eigentlich keine Geschichten gibt“, und schreibt, Garland erliege in seiner „nahezu humorlosen Serie“ „nicht der Versuchung, die Frage nach der Willensfreiheit aktualisieren zu wollen.“ Auch Tomasz Kurianowicz von der Berliner Zeitung zieht den Vergleich zu Dark, wendet jedoch ein, dass „im Kern … hier aber ein Thriller erzählt (werde), der sich bei näherer Betrachtung als umwerfendes Gesamtkunstwerk entpuppt“, als „ein kongeniales, ästhetisch bis in die Perfektion hochgeschraubtes Narrativ“ und meint, „diese Serie könnte Kulturgeschichte schreiben.“

## Trivia
Das Gebäude der Devs-Abteilung hat die Form eines Menger-Schwamms.